# Cosmostigma hainanense
Cosmostigma hainanense är en oleanderväxtart som beskrevs av Ying Tsiang. Cosmostigma hainanense ingår i släktet Cosmostigma och familjen oleanderväxter. Inga underarter finns listade i Catalogue of Life.